# Суслова Ірина Миколаївна
Іри́на Микола́ївна Су́слова (5 серпня 1988, Житомир) — український політик, Народний депутат України VIII скл., голова підкомітету з питань гендерної рівності та недискримінації Комітету Верховної Ради України з питань захисту прав людини, національних меншин та міжнаціональних відносин, співзасновник Громадської організації «Люстраційний комітет України». У травні 2023 року призначена на посаду Представника Уповноваженого з прав дитини.

## Життєпис

### Освіта
2011 року закінчила Університет Державної податкової служби України. Спеціальність «Економіка».
2019 року закінчила Київський університет ім. Шевченка. Спеціальність «Правознавство».

### Трудова діяльність
У 2008 р. — помічниця-консультантка народного депутата України Бондаренко Олени Федорівни.
З 2014 р. — директорка ТОВ «Редакція газети „Західне передмістя Києва“».

### Громадська діяльність
Брала участь у створенні низки громадських ініціатив, зокрема: Громадська організація «Громадський рух Разом» — член Правління;
Громадська організація «Люстраційний комітет України» — співзасновник.

### Політична діяльність
З 2014-го по лютий 2016 року входила до партії «Воля».
У жовтні 2014 році на дострокових виборах до Верховної Ради була обрана народним депутатом за списками партії «Самопоміч».
У лютому 2015 року парламентська фракція «Самопоміч» ухвалила рішення виключити зі свого складу Суслову — за словами Єгора Соболєва — як єдину з фракції, хто проголосував за призначення генеральним прокурором Віктора Шокіна та через невідвідування загальних зборів фракції без поважних причин. Сама ж Суслова стверджувала, що її членство у фракції «Самопоміч» було формальним та як вона була делегована у список «Самопомочі» від політичної партії «Воля» і відстоювала її позицію в парламенті.
30 березня 2016 року вступила у фракцію Блок Петра Порошенка.
В грудні 2016 року стала переможницею в конкурсі «Top 30 Under 30» видання KyivPost як законодавиця.
Як голова підкомітету з питань гендерної рівності та недискримінації Комітету з прав людини та національних меншин Верховної Ради України у вересні 2015 року Ірина Суслова ініціювала створення робочої групи з напрацювання комплексних змін до законодавства України з питань забезпечення рівних прав та можливостей жінок і чоловіків. Крім того, у рамках роботи Комітету Суслова очолює робочу групу з напрацювання нової редакції Закону України «Про звернення громадян» Також народний депутат входить до складу Моніторингового комітету з питань Декларації відкритості парламенту.
Навесні 2017 року ініціювала кампанію «Жінка може все!» з метою скасування наказу МОЗ № 256, яким сформований список заборонених для жінок професій. Фактично даний наказ було скасовано у січні 2018 року. Просуває ухвалення законопроєкту 6109, що усуває низку дискримінаційних норм стосовно служби жінок в армії. Зокрема, встановлює рівні можливості при укладенні контракту, скасовує обмеження щодо звільнення жінок в запас, дає для чоловіків та жінок рівний обсяг відповідальності, встановлює однакові засади проходження військових зборів. В грудні 2017 року законопроєкт 6109 ухвалений Верховною Радою України в першому читанні.
За час каденції зареєструвала особисто та в співавторстві 195 законопроєктів й постанов у Верховній Раді 8-го скликання. 31 поданих законопроєктів та постанов було ухвалено.
З вересня 2019 року Ірина Суслова працює радницею новообраного голови парламентського Комітету з питань прав людини, деокупації та реінтеграції тимчасово окупованих територій у Донецькій, Луганській областях та Автономної Республіки Крим, міста Севастополя, національних меншин і міжнаціональних відносин Дмитра Лубінця.
В 2020 році Ірина Суслова очолила Жіночий рух «За майбутнє» — жіноче крило однойменної політичної партії.

## Наукові роботи
- Ірина Сулова, Філіпп Флурі, Валентин Бардак «Парламентська етика в Україні. Реалії, потреби, перспективи». — Женева-Київ, 2017
- Ірина Суслова Участь жінок в українській політиці // Вісник Центральної виборчої комісії — 2016 — № 34
- Суслова Ірина: «Ініціатива повинна йти від політичної еліти, якій народ делегував повноваження» // Бюлетень Міністерства юстиції України, — 2018 — № 5
- Суслова І. М. Від дискримінації до рівних можливостей // Бюлетень Міністерства юстиції України, — 2018 — № 11
- Запобігання та протидія дискримінації жінок з вразливих соціальних груп. Матеріали парламентських слухань у Верховній Раді 10 жовтня 2018 року. // Парламентські слухання — 2018 — № 4
- Суслова І. М., Голуб О. А. Гендерна рівність як цивілізаційний вибір України // Інформаційна безпека людини, суспільства, держави. — 2019 — № 2 (26)